# Мерістаун
Мерістаун (англ. Marystown) — містечко в Канаді, у провінції Ньюфаундленд і Лабрадор.

## Населення
За даними перепису 2016 року, містечко нараховувало 5316 осіб, показавши скорочення на 3,5%, порівняно з 2011-м роком. Середня густина населення становила 85,8 осіб/км².
З офіційних мов обидвома одночасно володіли 315 жителів, тільки англійською — 4 905. Усього 40 осіб вважали рідною мовою не одну з офіційних.
Працездатне населення становило 54,9% усього населення, рівень безробіття — 21,1% (27,9% серед чоловіків та 13,6% серед жінок). 92% осіб були найманими працівниками, а 5,5% — самозайнятими.
Середній дохід на особу становив $45 772 (медіана $28 727), при цьому для чоловіків — $63 178, а для жінок $28 777 (медіани — $44 032 та $21 333 відповідно).
16,5% мешканців мали закінчену шкільну освіту, не мали закінченої шкільної освіти — 24,7%, 58,7% мали післяшкільну освіту, з яких 12,7% мали диплом бакалавра, або вищий.
| Статево-вікова структура населення | Статево-вікова структура населення | Статево-вікова структура населення | Статево-вікова структура населення | Статево-вікова структура населення |
| ---------------------------------- | ---------------------------------- | ---------------------------------- | ---------------------------------- | ---------------------------------- |
|                                    |                                    |                                    |                                    |                                    |
| Всього                             | Всього                             | 49,1%50,9%                         |                                    |                                    |
| 0 — 14 років                       | 0 — 14 років                       |                                    | 14,5%                              | 14,5%                              |
| 15 — 64 років                      | 15 — 64 років                      |                                    | 66,4%                              | 66,4%                              |
| 65 і більше                        | 65 і більше                        |                                    | 19,2%                              | 19,2%                              |
| 85 і більше                        | 85 і більше                        |                                    | 2%                                 | 2%                                 |
| Середній вік (років)               | Середній вік (років)               | 43,244,8                           | 44,0                               | 44,0                               |
| Медіана (років)                    | Медіана (років)                    | 46,847,2                           | 47,0                               | 47,0                               |
| — чоловіки — жінки                 |                                    |                                    |                                    |                                    |

| Походження мешканців:     | Походження мешканців:     | Походження мешканців: | Походження мешканців: | Походження мешканців: |
| ------------------------- | ------------------------- | --------------------- | --------------------- | --------------------- |
| Походження                |                           |                       | осіб                  | %                     |
| Корінні американці        | Корінні американці        |                       | 230                   | 4.4%                  |
| Інше північноамериканське | Інше північноамериканське |                       | 2 900                 | 55.5%                 |
| Європейське               | Європейське               |                       | 2 835                 | 54.26%                |
| британське                | британське                |                       | 2 715                 | 51.96%                |
| французьке                | французьке                |                       | 370                   | 7.08%                 |
| Латинськоамериканське     | Латинськоамериканське     |                       | 10                    | 0.19%                 |
| Азійське                  | Азійське                  |                       | 60                    | 1.15%                 |

| Зайнятість населення за галузями (за класифікацією NOC): | Зайнятість населення за галузями (за класифікацією NOC): | Зайнятість населення за галузями (за класифікацією NOC): | Зайнятість населення за галузями (за класифікацією NOC): | Зайнятість населення за галузями (за класифікацією NOC): |
| -------------------------------------------------------- | -------------------------------------------------------- | -------------------------------------------------------- | -------------------------------------------------------- | -------------------------------------------------------- |
|                                                          |                                                          |                                                          |                                                          |                                                          |
| Управління                                               | Управління                                               |                                                          | 8,4%                                                     | 8,4%                                                     |
| Бізнес, фінанси та адміністрування                       | Бізнес, фінанси та адміністрування                       |                                                          | 8,4%                                                     | 8,4%                                                     |
| Природничі та прикладні науки                            | Природничі та прикладні науки                            |                                                          | 4,6%                                                     | 4,6%                                                     |
| Охорона здоров'я                                         | Охорона здоров'я                                         |                                                          | 6,7%                                                     | 6,7%                                                     |
| Освіта, правозахист, муніципальні та урядові служби      | Освіта, правозахист, муніципальні та урядові служби      |                                                          | 14,3%                                                    | 14,3%                                                    |
| Мистецтво, культура, відпочинок та спорт                 | Мистецтво, культура, відпочинок та спорт                 |                                                          | 0,8%                                                     | 0,8%                                                     |
| Роздрібна торгівля та послуги                            | Роздрібна торгівля та послуги                            |                                                          | 23,8%                                                    | 23,8%                                                    |
| Гуртова торгівля, транспорт та обладнання                | Гуртова торгівля, транспорт та обладнання                |                                                          | 26,3%                                                    | 26,3%                                                    |
| Природні ресурси, сільське господарство                  | Природні ресурси, сільське господарство                  |                                                          | 3,4%                                                     | 3,4%                                                     |
| Виробництво                                              | Виробництво                                              |                                                          | 3,4%                                                     | 3,4%                                                     |

## Клімат
Середня річна температура становить 5,2°C, середня максимальна – 18,9°C, а середня мінімальна – -9,8°C. Середня річна кількість опадів – 1 513 мм.
| Клімат поселення                              | Клімат поселення | Клімат поселення | Клімат поселення | Клімат поселення | Клімат поселення | Клімат поселення | Клімат поселення | Клімат поселення | Клімат поселення | Клімат поселення | Клімат поселення | Клімат поселення | Клімат поселення |
| Показник                                      | Січ.             | Лют.             | Бер.             | Квіт.            | Трав.            | Черв.            | Лип.             | Серп.            | Вер.             | Жовт.            | Лист.            | Груд.            |                  |
| Середній максимум, °C                         | 0,15             | −0,44            | 2,50             | 6,98             | 11,52            | 15,95            | 18,39            | 18,94            | 15,79            | 11,00            | 6,55             | 2,08             |                  |
| Середня температура, °C                       | −4,53            | −5,12            | −2,19            | 2,31             | 6,86             | 11,26            | 15,17            | 15,71            | 12,56            | 7,78             | 3,32             | −1,17            |                  |
| Середній мінімум, °C                          | −9,21            | −9,79            | −6,86            | −2,37            | 2,17             | 6,58             | 11,94            | 12,47            | 9,33             | 4,53             | 0,09             | −4,38            |                  |
| Норма опадів, мм                              | 132              | 127              | 119              | 119              | 115              | 110              | 103              | 98               | 153              | 158              | 144              | 135              |                  |
| Середньомісячна швидкість вітру, м/с          | 8.76             | 8.06             | 7.51             | 6.56             | 5.58             | 5.05             | 4.82             | 5.01             | 5.76             | 6.72             | 7.69             | 8.37             |                  |
| Середньомісячна сонячна радіація, кДж/м²·день | 3884             | 6675             | 10789            | 14266            | 17694            | 19274            | 18755            | 16112            | 12304            | 7467             | 4260             | 3091             |                  |
| --------------------------------------------- | ---------------- | ---------------- | ---------------- | ---------------- | ---------------- | ---------------- | ---------------- | ---------------- | ---------------- | ---------------- | ---------------- | ---------------- | ---------------- |
| Джерело:                                      |                  |                  |                  |                  |                  |                  |                  |                  |                  |                  |                  |                  |                  |